# Hartenstein, Bayern
Hartenstein är en kommun och ort i Landkreis Nürnberger Land i Regierungsbezirk Mittelfranken i förbundslandet Bayern i Tyskland.
Kommunen ingår i kommunalförbundet Velden (Pegnitz) tillsammans med staden Velden och kommunen Vorra.